# Derrick Pitts
Derrick H. Pitts est un astronome américain, directeur du planétarium de l'Institut Franklin de Philadelphie, en Pennsylvanie. Il a été désigné comme l'un des 50 plus importants afro-américains dans la recherche scientifique. Il préside la section de Philadelphie du Tuskegee Airmen. Il a fait de nombreuses apparitions à la télévision, y compris dans des émissions telles que The Colbert Report. 
Il coanime une émission de radio hebdomadaire de travail intitulée Skytalk sur WHYY-FM.